# Diadromus heteroneurus
Diadromus heteroneurus är en stekelart som beskrevs av Holmgren 1890. Diadromus heteroneurus ingår i släktet Diadromus och familjen brokparasitsteklar. Arten är reproducerande i Sverige. Inga underarter finns listade i Catalogue of Life.